# Pīr Dezgāh
Pīr Dezgāh (persiska: دِزگاه, پير دزگاه) är en ort i Iran.   Den ligger i provinsen Lorestan, i den centrala delen av landet, 300 km sydväst om huvudstaden Teheran. Pīr Dezgāh ligger 2 100 meter över havet och antalet invånare är 252.
Terrängen runt Pīr Dezgāh är kuperad söderut, men norrut är den platt. Runt Pīr Dezgāh är det ganska glesbefolkat, med 29 invånare per kvadratkilometer. Närmaste större samhälle är Kān Sorkh, 10,3 km nordväst om Pīr Dezgāh. Trakten runt Pīr Dezgāh består i huvudsak av gräsmarker.